# Archäologisches Museum Nessebar

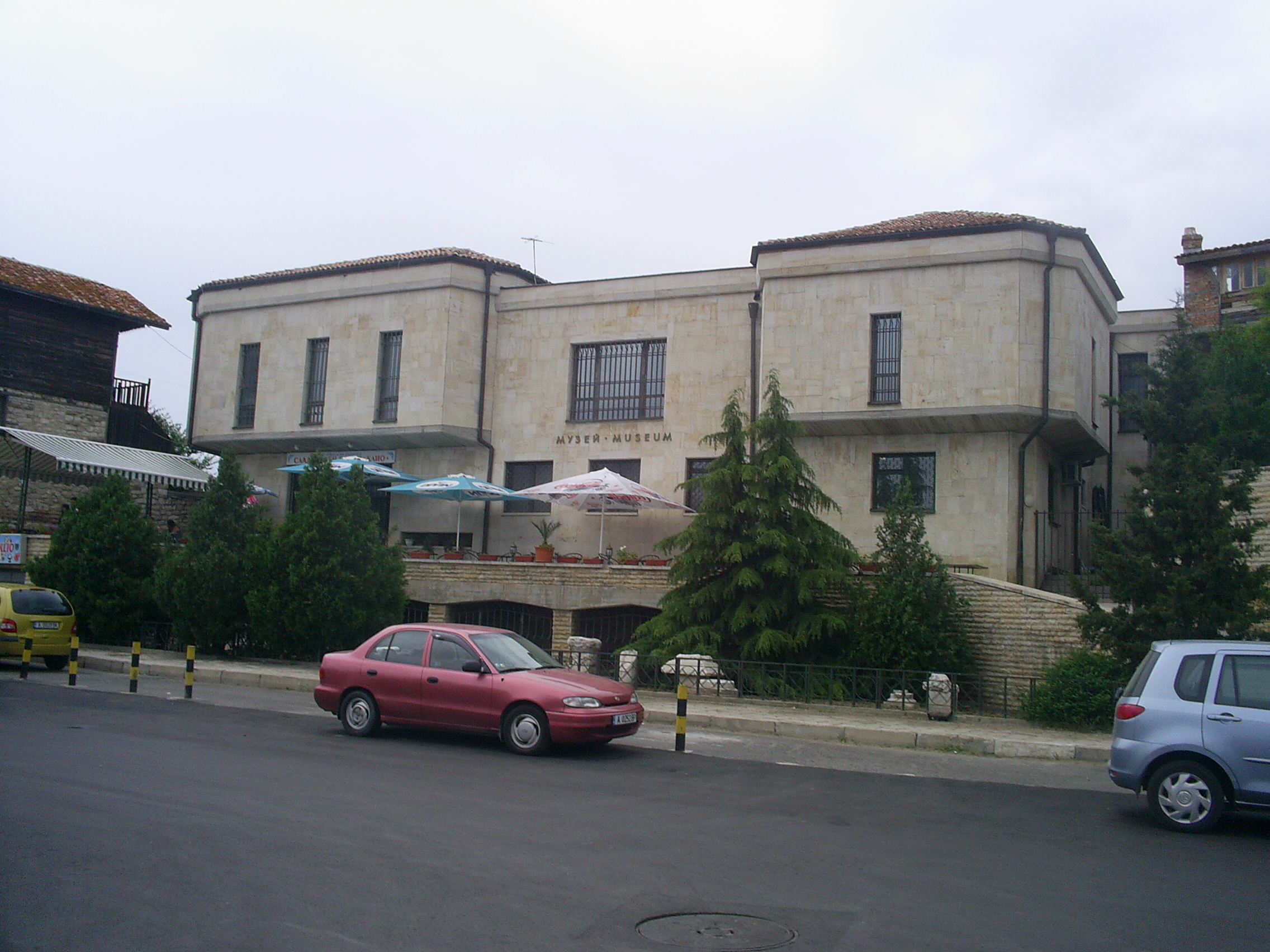
Das Archäologische Museum Nessebar

Das Archäologische Museum ist ein 1956 in der bulgarischen Küstenstadt Nessebar eröffnetes Museum mit einer umfangreichen Kunstsammlung von Exponaten aus der Antike, dem Mittelalter und der Periode der Bulgarischen Nationalen Wiedergeburt.

## Geschichte

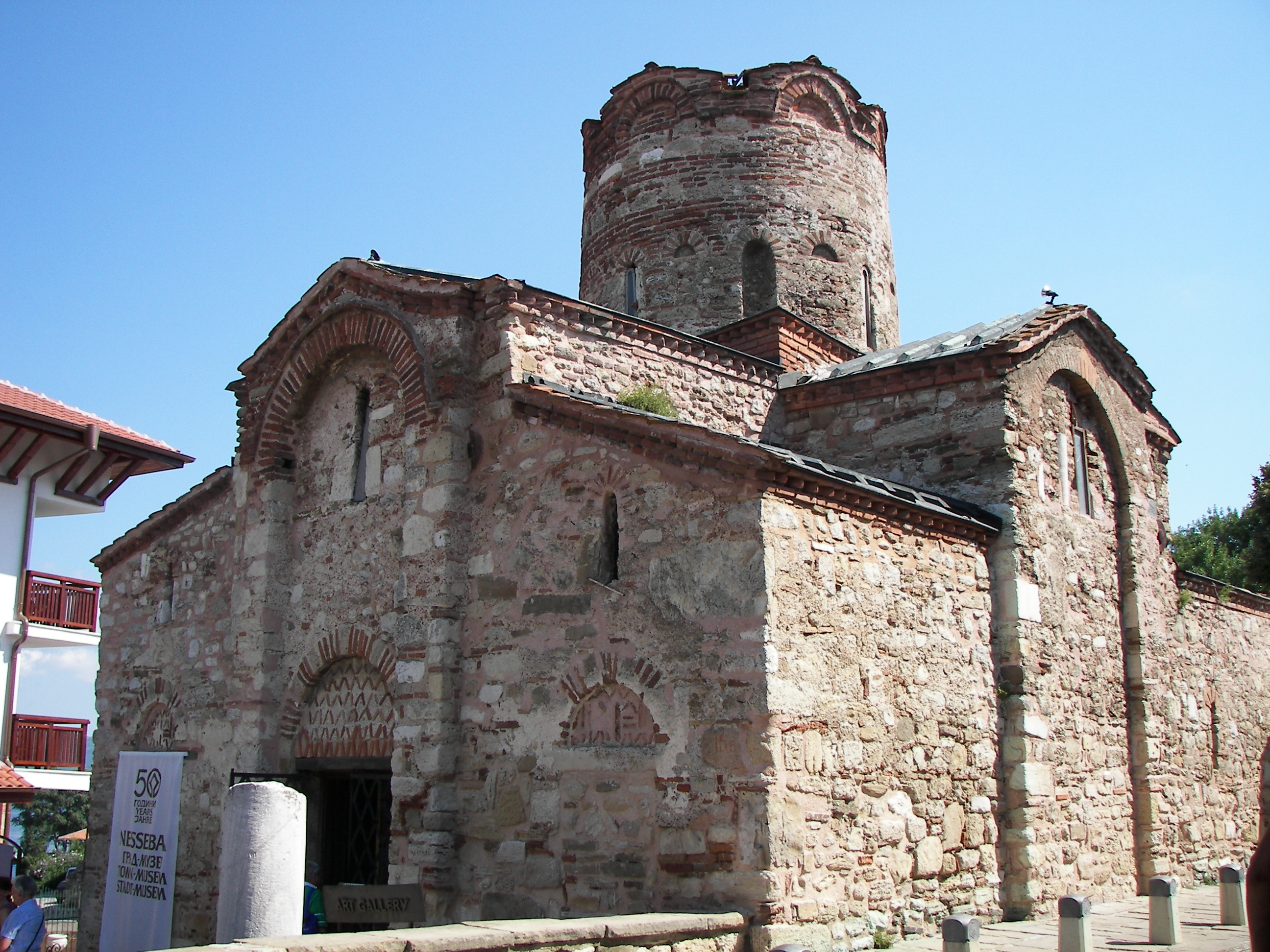
Kirche des Hl. Johannes des Täufers in Nessebar. Errichtet im 10.–11. Jahrhundert

Die erste Ausstellung in Nessebar wurde in der Kirche Johannes des Täufers eingerichtet. 1994 zog das Museum in das heutige Gebäude ein, das vom bulgarischen Architekten Christo Koew entworfen wurde. Das kulturelle Vermächtnis von Nessebar wird in fünf Ausstellungsräumen, die unterschiedlichen Zeitabschnitten gewidmet sind, präsentiert.
Das archäologische Museum Nessebar ist als Nummer 6 unter den 100 nationalen touristischen Objekten Bulgariens aufgelistet, die vom Bulgarischen Tourismusverband erstellt wurde. Im Foyer des Museums ist das UNESCO-Zertifikat ausgehängt, das die Aufnahme der Altstadt von Nessebar in die Liste des Weltkulturerbes am 9. Dezember 1983 belegt.